# Aung Zaw
Pour les articles homonymes, voir Zaw.
Aung Zaw, né le 18 février 1968, est un journaliste, rédacteur en chef et éditeur birman.

## Biographie
Aung Zaw est rédacteur en chef du web magazine indépendant The Irrawaddy.

## Récompenses et distinctions
- 2010 : Prix du Prince Claus
- 2014 : Prix international de la liberté de la presse du Comité pour la protection des journalistes